# Young as the Morning, Old as the Sea
Young as the Morning, Old as the Sea es el séptimo álbum de estudio de Passenger. (estilizado como  young as the morning old as the sea)  fue lanzado el 23 de septiembre de 2016 por Black Crow Records. Una edición de lujo fue lanzada con seis versiones acústicas adicionales a las canciones que aparecen en el álbum estándar. El álbum fue producido por Chris Vallejo y Mike Rosenberg.

## Antecedentes
El 17 de junio de 2016, Passenger anunció detalles de su séptimo álbum de estudio en Facebook, en donde confirmaría que el álbum sería lanzado en septiembre de 2016. También anunció que la versión de lujo del álbum incluiría un documental y algunos bonus tracks acústicos. Los paisajes de Nueva Zelanda y un viaje que Passernger realizó a Islandia dotaron de inspiración para la creación de un álbum desde una nueva panorámica, con los temas de las relaciones y el paso del tiempo que son a la vez personal y universal. El disco fue grabado en Australia, Nueva Zelanda y Reino Unido.

## Sencillos
"Somebody's Love"  fue lanzado como el primer sencillo del álbum el 17 de junio de 2016.  ""Anywhere" fue lanzado como el segundo sencillo del álbum el 19 de agosto de 2016. La canción ha alcanzado su pico más alto en el número 43 en la lista de singles de Australia. "Young As The Morning, Old As The Sea" ha sido utilizado como música de fondo para las últimas escenas de la película alemana de 2017 Ostwind – Aufbruch nach Ora (literalmente en español, Windstorm - Retorno a Ora.)

## Recepción de la crítica
Young as the Morning, Old as the Sea ha recibido en general críticas de mixtas a negativas por parte de los críticos. El editor para AllMusic, Matt Collar comentó: "En última instancia, con Young as the Morning Old as the Sea, Passenger ha creado un álbum que, no muy diferente de los océanos, campos, caminos y relaciones que lo inspiraron, permanece con usted, y regresa su estilo. " David Smyth del London Evening Standard escribió," como Passenger, el artista en solitario logró una combustión lenta de éxito mundial con su bonita canción de ruptura Let Her Go, y ha seguido con una tarifa parecida de buen gusto. Aquí su dúo de piano con Birdy, Beautiful Birds, y la balada de guitarra suave The Long Road, es agradable, pero fácil de olvidar. La voz de Rosenberg es humilde en todas partes, incluso cuando tiene una poderosa banda para cantar sobre el hogar. El estilo tintineamte de Simon Paul esta en cualquier parte y los animados cuernos de If You Go proporcionan el telón de fondo más entretenido para las canciones que a menudo se desvían hacia los suburbios."

## Lista de canciones
Todas las canciones fueron escritas por Mike Rosenberg.

| Edición Estándar |                                       |          |  |
| N.º              | Título                                | Duración |  |
| 1.               | «Everything»                          | 3:34     |  |
| 2.               | «If You Go»                           | 3:44     |  |
| 3.               | «When We Were Young»                  | 4:40     |  |
| 4.               | «Anywhere»                            | 3:36     |  |
| 5.               | «Somebody's Love»                     | 5:23     |  |
| 6.               | «Young as the Morning Old as the Sea» | 3:26     |  |
| 7.               | «Beautiful Birds» (featuring Birdy)   | 3:33     |  |
| 8.               | «The Long Road»                       | 3:52     |  |
| 9.               | «Fool's Gold»                         | 4:15     |  |
| 10.              | «Home»                                | 5:48     |  |

| Edición de lujo |                                                  |          |  |
| N.º             | Título                                           | Duración |  |
| 11.             | «Young as the Morning Old as the Sea» (acoustic) | 2:36     |  |
| 12.             | «Fool's Gold» (acoustic)                         | 3:23     |  |
| 13.             | «Beautiful Birds» (acoustic)                     | 2:53     |  |
| 14.             | «Everything» (acoustic)                          | 3:18     |  |
| 15.             | «The Long Road» (acoustic)                       | 3:08     |  |
| 16.             | «When We Were Young» (acoustic)                  | 3:37     |  |

## Posicionamiento
| Lista (2016)                       | Mejor posición |
| ---------------------------------- | -------------- |
| Australian Albums (ARIA)           | 1              |
| Bélgica (Ultratop flamenca)        | 7              |
| Bélgica (Ultratop valona)          | 22             |
| Irlanda (IRMA)                     | 5              |
| Italian Albums (FIMI)              | 31             |
| New Zealand Albums (RMNZ)          | 1              |
| Noruega (VG-lista)                 | 28             |
| Swedish Albums (Sverigetopplistan) | 54             |
| Reino Unido (UK Albums Chart)      | 1              |

## Historial de lanzamientos
| Región      | Fecha de lanzamiento     | Formato              | Discográfica        |
| ----------- | ------------------------ | -------------------- | ------------------- |
| Reino Unido | 23 de septiembre de 2016 | Descarga digital, CD | Nettwerk Black Crow |